# Jan Bystrek
Jan Bystrek (ur. 17 czerwca 1934 w Grodzanach, zm. 20 lutego 2020) – polski botanik, profesor nauk przyrodniczych, specjalista w zakresie: botaniki, florystyki, lichenologii, systematyki, ochrona środowiska, biogeografii, ekologii, lichenoindykacji, ochrony przyrody i krajobrazu. Popularyzator wiedzy o przyrodzie.

## Wykształcenie
W 1951 zdał maturę w Liceum Ogólnokształcącym w Bychawie. Po maturze podjął studia w Krakowie na Akademii Górniczo-Hutniczej, które musiał przerwać po dwóch miesiącach z powodów finansowych. Rozpoczął pracę w Gminnej Spółdzielni Samopomoc Chłopska w Bychawie. W latach 1952–1957 studiował na Uniwersytecie Marii Curie-Skłodowskiej w Lublinie na Wydziale Biologii i Nauk o Ziemi.

## Miejsce badań i stanowiska

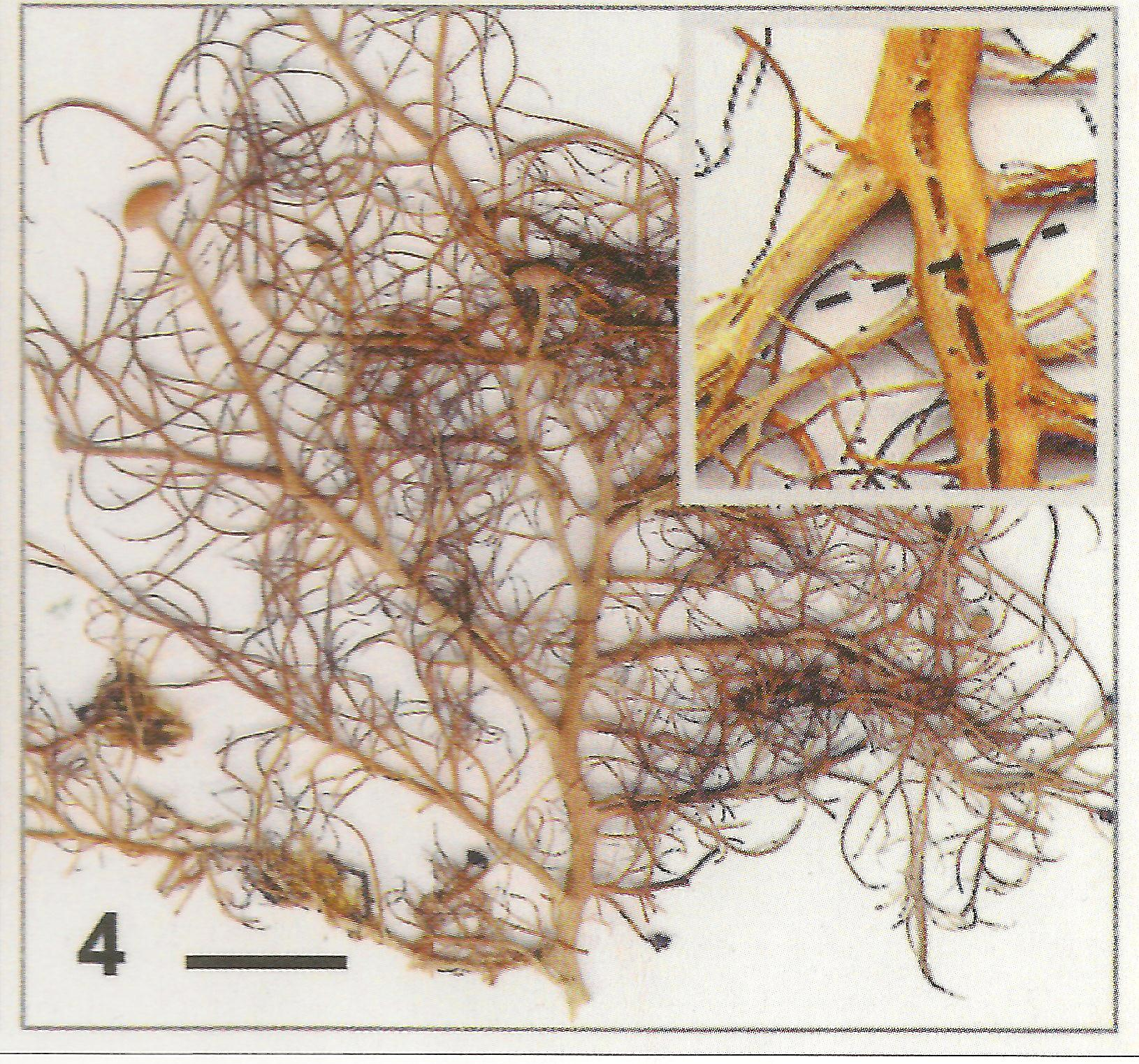
Sulcaria sulcata (Lev.) Bystrek

Od 1956 do 2004 był nauczycielem akademickim na Uniwersytecie Marii Curie-Skłodowskiej w Lublinie. W 1958 został starszym asystentem. Uzupełniał kadrę nauczycieli w Wieczorowej Szkole Podstawowej dla Pracujących w Lublinie. W 1965 został adiunktem w Katedrze Systematyki i Geografii Roślin, a w 1977 doktorem habilitowanym. W 1991 zdobył tytuł profesora.
Był współautorem programu studiów podyplomowych „Biologia” i kierownikiem tych studiów na Wydziale Biologii i Nauk o Ziemi UMCS (1980–2004). Współtworzył również programy studiów podyplomowych „Przyroda” w Lublinie, Przemyślu oraz Biłgoraju. Od 1992 do 2005 sprawował stanowisko Kierownika Zakładu Botaniki Instytutu Biologii Uniwersytetu w Białymstoku. 
Był nauczycielem akademickim również w filii Uniwersytetu Warszawskiego w Białymstoku (1986–1977), na Uniwersytecie w Białymstoku oraz w Szkole Humanistyczno-Przyrodniczej w Sandomierzu (1998–2000).
Zajmował się popularyzowaniem wiedzy o przyrodzie oraz edukacją ekologiczną. Od 1965 współpracował z Wojewódzkimi Ośrodkami Doskonalenia Nauczycieli w Lublinie, gdzie prowadził wykłady oraz przewodniczył komisjom egzaminacyjnym (od 1984 przewodniczący Komisji na I i II stopień specjalizacji w Lublinie, w latach 1995–1999 w Zamościu). W okresie 1997–2004 w TWP Regionalny Ośrodek Doskonalenia Nauczycieli i Kadry Kierowniczej Szkół prowadził zajęcia terenowe z nauczycielami biologii: Polskie Parki Narodowe i ich rola w edukacji ekologiczno-środowiskowej. Organizował również spotkania z nauczycielami i uczniami szkół. 
Jako nauczyciel akademicki prowadził zajęcia z zakresu: morfologii i systematyki roślin, biogeografii, biologicznych aspektów ochrony środowiska, biologii kwiatu i ekologii kwitnienia, lichenologii, mykologii, krajobrazu Polski. Organizował również zajęcia terenowe na obszarach: Karpat, Sudetów, Pobrzeża Bałtyku, Suwalszczyzny, Warmii i Mazury, Puszczy Białowieskiej, Lubelszczyzny, Gór Świętokrzyskich. Wieloletni opiekun roku, członek Komisji Egzaminacyjnej na I rok studiów stacjonarnych i zaocznych oraz egzaminator. Od 1977 przewodniczący Uczelnianej Komisji Socjalnej UMCS, szef służby Sanitarno-medycznej Obrony Cywilnej UMCS, przewodniczący komisji ds. Hotelu Asystenta.
Był promotorem 5 doktorów, kilkunastu recenzji dorobku naukowego kandydatów na tytuł profesora, doktora habilitowanego, doktora, a także ponad 300 dyplomantów na studiach stacjonarnych, studiach zaocznych i studiach podyplomowych na Uniwersytecie Marii Curie-Skłodowskiej w Lublinie i Uniwersytecie w Białymstoku. W 1978 został jednym ze współzałożycieli Sekcji Mykologiczno-Lichenologicznej Polskiego Towarzystwa Botanicznego.

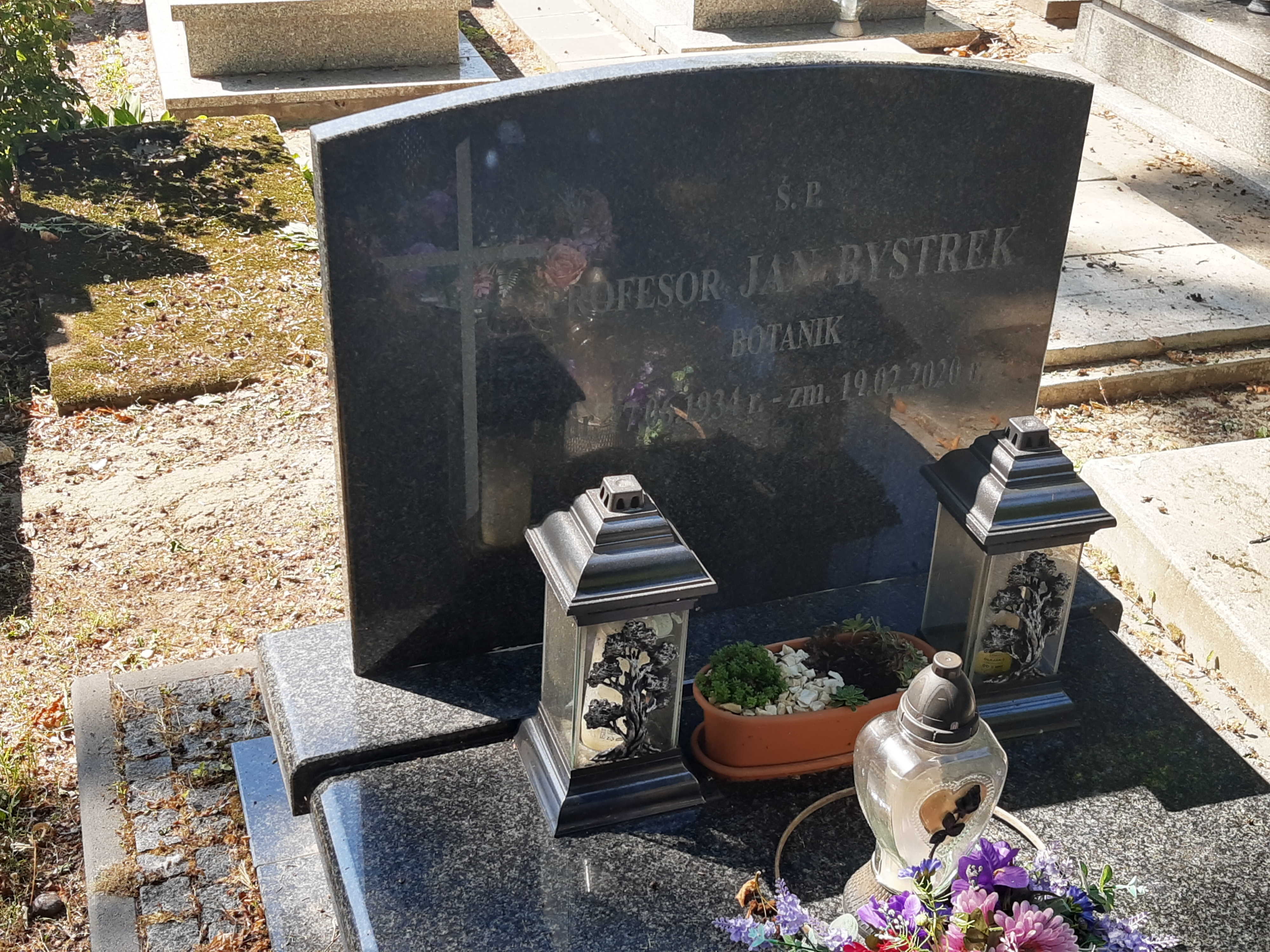
Grób prof. Jana Bystrka na cmentarzu przy ulicy Lipowej

## Członkostwo naukowe
Był członkiem Rady Naukowej Instytutu Botaniki PAN w Krakowie, Rady Naukowej Lubelskiego oddziału PAN, LTN, Sekcji Lichenologicznej PTB oraz Oddziału Regionalnego TWP Lublin.  

## Nagrody i odznaczenia
Dwie nagrody Ministra Szkolnictwa Wyższego i Techniki, kilka nagród Rektora UMCS, Krzyż Kawalerski Orderu Odrodzenia Polski, Medal Komisji Edukacji Narodowej; inne: medal Za zasługi dla Obronności Kraju, Zasłużony dla Uniwersytetu w Białymstoku, Zasłużony dla Lubelszczyzny, Zasłużony dla Lublina. Złote Odznaki TWP i ZNP. 

## Rodzina
Żona: Jolanta Teresa, mgr biologii, kustosz; dzieci: Katarzyna, mgr politologii i polonistyki, nauczyciel dyplomowany, Paweł mgr ekonomii.

## Publikacje
Napisał 120 publikacji, dwie książki o porostach, hasła o porostach w 34-tomowej Encyklopedii PWN, a także 80 oryginalnych rozpraw naukowych dotyczących taksonomii porostów (Cladoniaceae, Parmeliaceae, Ramalinaceae, Usneaceae). Opisał nowy dla wiedzy rodzaj porostu: Sulcaria sulcata (Lev.) Bystrek (Azja wschodnia i centralna) oraz kilkadziesiąt nowych dla wiedzy gatunków (np. Bryoria poeltii, Bryoria perspinosa,  Bryoria variabilis: Himalaje (kolekcja J. Poelt), Bryoria forsteri (Antarktyka, wspólnie z Marią Olech), Bryoria fabiszewskiana, Bryoria brodoana (Ameryka Północna, wspólnie z J. Fabiszewskim) i U. pewleticzii (kolekcja M. Murati, Bałkany), Ramalina motykana, poza tym nowe dla wiedzy taksony innej rangi (sekcja, podgatunek, odmiana), a także nowe kombinacje. 
W swoich publikacjach zawarł m.in. taksonomiczną korektę rodzaju Alectoria. Tworzył regionalne pionierskie monografie rodzaju Alectoria (Tatry, Lubelszczyzna, Góry Świętokrzyskie, Lubelszczyzna), Ramalina, Peltigera, Parmelia (Lubelszczyna), Bryoria (Karpaty Ukraińskie), Usnea. W publikacjach zajmował się także tematami ekologii porostów, lichenoindykacją oraz skażeniem atmosfery. 
Dokumentacja bioty porostów w polskich parkach narodowych (Tatrzański PN, Białowieski PN, Roztoczański PN, Wigierski PN, Świętokrzyski PN, Poleski PN,  Biebrzański PN), rezerwatach przyrody i obszarach chronionego krajobrazu; pionierskie badania florystyczne i ekologiczne, publikowane często we współautorstwie (Kazimierz Karczmarz, Cieśliński, Górzyńska, Flisińska, Kolanko, Krygler, Matwiejuk, Motyka-Zgłobicka, Sulma, Wójciak). 
Artykuły o porostach w monografiach regionalnych (Roztoczański Park Narodowy, Poleski Park Narodowy, Środowisko przyrodnicze Lubelszczyzny). 

### Książki
- Zarys lichenologii. PWN Warszawa (1972);
- Podstawy lichenologii. Wydawnictwo UMCS (1997).

### Oryginalne prace badawcze
- Taxonomic studies of the genus Alectoria. Annales UMCS, (1971).
- Die Gattung Alectoria (Lichenes Usneaceae): Flechten des Himalaya. Khumbu Himal (1969).
- Espèces de la section Glabratae (genus Usnea) en Europe (współautor  K. Górzyńska). Ann. UMCS Sectio C.(1985).
- Species of the genus Bryoria Brodo & D. Hawksw. in Europe. Bull of the Polish Acad. Sc. (1986).
- Epifityczna flora i jej zanikanie pod wpływem zanieczyszczeń powietrza. Strefy skażeń środowiska w woj. chełmskim na podstawie licheno i brioindykacji. (współautor K. Karczmarz,) Annales UMCS Sectio  C. 1988).
- Studien über die Flechtengattungen Usnea in Europa. Wydawnictwo UMCS(1994).
- Materials to North American Lichens flora. (współautor J. Fabiszewski) Acta Soc. Bot. Pol.. 67.87-95 (1998).
- Bryoria forsteri (Lichenized Ascomycetina) a new species from Antarctica (współautor M. Olech)  Acta Soc. Bot. Pol.. (2004,).
- The use of botanical microtechnique parffin in anatomical studies of lichens (współautor: Leśniewska J., Kuczyńska I.) Annales UMCS sect.C,(2008).

### Artykuły przeglądowe
- Wrażliwość porostów na zanieczyszczenia atmosferyczne. Annales UMCS, sect. C (1974).
- Porosty epifityczne wskaźnikiem czystości powietrza. Folia Soc. Sci. Lubl. Biol. (1985).
- Epifityczna flora Usneaceae i jej wymieranie w Puszczy Białowieskiej. Folia Soc. Sci. Lubl. Biol. (1987, współautor K. Kolanko).
- Porosty i ich właściwości lecznicze (współautor A. Leonowicz) Folia Soc. Sci. Lubl. Biol (1987).
- Biologiczne aspekty ochrony środowiska. Roztoczańskie Spotkania t.V, RPN (2008).